# Николаевка (Менский район)
Никола́евка (укр. Миколаївка) (до 1912 г. — Дурнi) — село в Менском районе Черниговской области Украины. Население 899 человек. Занимает площадь 1,97 км².
Код КОАТУУ: 7423086701. Почтовый индекс: 15663. Телефонный код: +380 4644.

## История
Николаевка, село в Черниговской области. К 3 от села, на песчаной дюне над старым руслом р. Десны (правый берег), округлое городище. Следы укреплений малозаметны. Подъемный материал: древнерусская (XII-XIII вв.) гончарная керамика.

## Власть
Орган местного самоуправления — Николаевский сельский совет. Почтовый адрес: 15663, Черниговская обл., Менский р-н, с. Николаевка, ул. Кирова, 9.